# آخرین داستان
آخرین داستان نخستین پویانمایی بلند سینمایی به نویسندگی و کارگردانی اشکان رهگذر است که از سال ۱۳۸۷ تا ۱۳۹۶ در استودیو هورخش تولید شده‌است. داستان این فیلم برداشتی آزاد از روایت «ضحاک» در شاهنامه اثر حکیم ابوالقاسم فردوسی است.
آخرین داستان اولین نماینده سینمای پویانمایی ایران در فهرست ۳۲ اثر رقابت‌کننده در شاخه بهترین پویانمایی آکادمی اسکار بود. همچنین این اثر در کنار ۳۴۴ فیلم واجد شرایط به بخش رقابتی بهترین فیلم نود و دومین دوره جوایز سینمایی اسکار نیز راه یافت. اما این پویانمایی در نهایت نتوانست در فهرست پنج نامزد نهایی بهترین پویانمایی سال یا بهترین فیلم اسکار ۲۰۲۰ قرار گیرد و در هیچ بخش دیگری هم نامزد نشد.

## داستان
در دورانی که سایه «اهریمن» بر سرزمین‌ها سیطره یافته، «جمشید شاه» با سپاهی متشکل از متحدانش و با تکیه بر فرّ ایزدی خود در مقابل سپاهیان اهریمن صف آرایی می‌کند، به خواست «یزدان» جمشید شاه بر اهریمنیان پیروز می‌شود. جمشید بر تخت شاهنشاهی تکیه زده و مغرور از پیروزی ، خود را دارای فر ایزدی می‌داند. وی متحدان را برای اشغال سرزمین‌های دیگر و شکار اهریمن فرا می‌خواند اما یزدان از وی روی برگردانده و فرّ و فراست و تاج و تخت جمشید را از وی می‌ستاند. جمشید تنها ، گرفتار طمع و جنونی سیری ناپذیر می‌شود. وی دخترش «شهرزاد» را تنها می‌گذارد و به شورای وزیران وصیت می‌کند تا در غیابش «مرداس» متحد و والی سرزمین‌های جنوبی بر تختش تکیه زند. جمشید شاه فردای همان روز با سپاهی از غیورترین سربازانش برای شکار اهریمن عازم سرزمین‌های شمالی می‌شود و دیگر هیچ‌گاه بازنمی‌گردد. مرداس مرده‌است و به دستور شورا تنها فرزند و جانشینش «ضحاک» به نیابت از پدر بر تخت جمشید تکیه می‌زند، اما صد افسوس که وجود ضحاک، آبستن پاره‌ای از تاریکی هاست. تاریکی وجود ضحاک بر شهر چیره و جمکرد در تاریکی و ترس غوطه ور می‌شود. اما دگر بار چرخش ایام به گردش درمی آید و با رفتن جمشید کودکی در دل مردمان سرزمین «جمکرد» و در آغوش کشاورز زاده‌ای متولد می‌شود که نامش را «آفریدون» می‌گذارند…..
داستان این پویانمایی با داستان اصلی متفاوت است =زمانی که سایهٔ انگره و شیاطین و اهریمنان بر دنیا آمد جمشید با سپاهی بزرگ و به یاری فره ایزدی شیاطین را شکست داد و دستور داد شر را مستحکم تر سازند و افسوس که جمشید مغرور و متکبر شد و با سپاهی عازم سرزمین‌های شمالی شد و چون پسری نداشت پیش از رفتن فرمان داد که مرداس والی سرزمین‌های جنوبی بر تختش تکیه زند اما مرداس به ناگاه مرد و فرزندش ضحاک حاکم جمکرد شد ضحاک دست پروردهٔ انگره بود و فرمان او را انجام می‌داد کاوهٔ آهنگر و استاد شهراسب دانا مردم را در اردوگاه جمع کردند و سپاهی بزرگ جمع کردند و آه فریدون با کمک ارشیا مردم را از زندان ضحاک نجات داد و با سپاه به شهر حمله کردند ضحاک به دستور انگره باید سربازانش را به دیو تبدیل کند ارشیا که برای اهریمن سوگند یاد کرده بود خون خود به اهریمن می‌دهد و سربازان ضحاک به دیو تبدیل شدند و به کاوه و فریدون حمله کردند و روزبه کشته شد و از شانه‌های ضحاک مارهای اهریمنی بیرون آمدند و ضحاک نیروی اهریمنی زیادی داشت که توان مقابله با او نداشتند تا اینکه شهراسب با مشعل آتش مقدس و فره ایزدی توانست دیوها و نیروی اهریمنی ضحاک را ازبین ببرد و جانش را فدا کرد و فریدون با گرز گاو سر مارها را قطع کرد و بعد به دستور یزدان پاک ضحاک را در غار کوه دماوند زندانی کردند و تا همگان عاقبت روی برگردانی از پروردگار از یاد مبردند حتی مارها را هم به زنجیر بستند

## صداپیشگان
| گوینده          | شخصیت                |
| --------------- | -------------------- |
| پرویز پرستویی   | تهمورث               |
| پرویز پرستویی   | ارشیا                |
| لیلا حاتمی      | شهرزاد               |
| حامد بهداد      | ضحاک                 |
| باران کوثری     | ماندانا              |
| اکبر زنجانپور   | کاوه                 |
| اشکان خطیبی     | آفریدون              |
| حسن پورشیرازی   | جمشید                |
| حسن پورشیرازی   | مرداس                |
| شقایق فراهانی   | فرانک                |
| ملیکا شریفی نیا | مادرِ ارمایل و گرمایل |
| بانیپال شومون   | روزبه                |
| فرخ نعمتی       | شهراسب               |
| بیتا فرهی       | اهریمن               |
| مجید مظفری      | بارمان               |
| زهیر یاری       | آبتین                |

## حضور
دو جشنواره بین‌المللی «انسی» فرانسه و «سیتچز» اسپانیا از مهم‌ترین جشنواره‌هایی هستند که پویانمایی سینمایی «آخرین داستان» در آن حضور داشته‌است.
جشنواره بین‌المللی «انسی»، مهم‌ترین جشنوارهپویانمایی است که تاکنون هیچ‌کدام از انیمیشن‌های سینمایی ایرانی در این جشنواره پذیرفته نشده بود. پویانمایی سینمایی «آخرین داستان» سال گذشته برای اولین بار در بخش غیررقابتی این جشنواره پذیرفته شد و به نمایش درآمد.
جشنواره فیلم «سیتچز» هم از جشنواره‌های درجه یک سینمایی است که بخش‌های متعددی دارد، «آخرین داستان» در پنجاه و یکمین دوره این جشنواره در بخش ویژه پویانمایی در رقابت با پویانمایی «میرای» به کارگردانی مامورو هوسودا از کارگردانان ژاپنی نامزد دریافت جایزه بهترین پویانمایی شد. این جشنواره در اکتبر (مهرماه) سال ۹۷ در اسپانیا برگزار شد.
- ۲۰۱۳، حضور و معرفی پویانمایی سینمایی «آخرین داستان» در جشنواره بین‌المللی فیلم انیمیشن انسی مهم‌ترین جشنواره سالانه انیمیشن[۱۰]
- ۲۰۱۶، معرفی شده در «بازار فیلم جشنواره کن» به دعوت از «جشنواره بین‌المللی فیلم انیمیشن انسی»[۱۱][۱۲]
- ۲۰۲۰، یکی از ۳۴۴ فیلم واجد شرایط رقابت در شاخه بهترین فیلم در نود و دومین دوره جوایز اسکار[۱۳]

## نمایش
آخرین داستان برای نخستین بار، سه شنبه بیست و دوم خرداد ماه ۱۳۹۷(۱۲ ژوئن ۲۰۱۸)در بخش غیر رقابتی جشنواره بین‌المللی فیلم انیمیشن انسی به نمایش درآمد. (این اولین حضور یک انیمیشن سینمایی ایرانی در جشنواره بین‌المللی فیلم انیمیشن انسی است) همچنین آخرین داستان برای اولین بار در ایران با جشنواره بین‌المللی پویانمایی کودک و نوجوان اصفهان، روز یکشنبه ۱۱ شهریورماه ۱۳۹۷(۲ سپتامبر ۲۰۱۸)، اکران شده‌است. اسپانیا نیز باجشنواره فیلم سیتخسُ از روز جمعه ۱۳ مهرماه ۱۳۹۷(۰۵ اکتبر ۲۰۱۸)، میزبان پویانمایی آخرین داستان بوده‌است.

## نماینده ایران در اسکار
طبق اعلام رسمی آکادمی اسکار، پویانمایی آخرین داستان به عنوان اولین نماینده سینمای انیمیشن ایران در اسکار ۲۰۲۰ در بخش بهترین پویانمایی و بهترین فیلم رقابت کرد. اما در نهایت نتوانست به لیست پنج نامزد نهایی بهترین پویانمایی سال برسد.

## جوایز
- ۱۳۹۷، برنده پروانه زرین بهترین کارگردان بلند پویانمایی بخش بین‌الملل از سی و یکمین جشنواره بین‌المللی فیلم‌های کودکان و نوجوانان[۱۹]
- ۱۳۹۷، برنده پروانه زرین بهترین فیلمنامه بلند بخش بین‌الملل از سی و یکمین جشنواره بین‌المللی فیلم‌های کودکان و نوجوانان[۲۰]
- ۱۳۹۷، برنده جایزه ویژه هیئت داوران بخش ملی از سی و یکمین جشنواره بین‌المللی فیلم‌های کودکان و نوجوانان[۲۱]
- ۱۳۹۷، برنده اولین سیمرغ بلورین بهترین انیمیشن سینمای ایران از سی و هفتمین دوره جشنواره فیلم فجر[۲۲]
- ۱۳۹۷، برنده تندیس طلایی بهترین اثر بلند در بخش بین‌الملل از یازدهمین جشنواره بین‌المللی پویانمایی تهران[۲۳]
- ۱۳۹۷، برنده تندیس طلایی بهترین اثر بلند در مسابقه ایران از یازدهمین جشنواره بین‌المللی پویانمایی تهران[۲۴]
- ۱۳۹۷، برنده جایزه کوکومیکس موسیقی از بیستمین جشنواره بین‌المللی انیمیشن بوچئون کره (جایزه کوکومیکس موسیقی که به کارگردان به خاطر استفاده درست از موسیقی تعلق می‌گیرد)[۲۵]
- ۱۳۹۷، برنده جایزه بهترین فیلم بلند از سومین جشنواره بین‌المللی انیمیشن آجایو پرو[۲۶]
- ۱۳۹۷، نامزد بهترین انیمیشن بلند از جشنواره بین‌المللی فیلم سیتجس[۲۷]
- ۱۳۹۷، برنده جایزه بهترین انیمیشن سینمایی از جشنواره بین‌المللی فیلم جیراف[۲۸]
- ۱۳۹۷، برنده جایزه بهترین انیمیشن سینمایی از جشنواره بین‌المللی فیلم سوترن کورن
- ۱۳۹۸، برنده جایزه بهترین انیمیشن بلند سینمایی از سومین جشنواره بین‌المللی فیلم‌های آمریکای جنوبی شیلی[۲۹]
- ۱۳۹۸، برنده جایزه بهترین انیمیشن سینمایی از جشنواره بین‌المللی فیلم‌های کودکان سن‌دیگو[۳۰]
- ۱۳۹۸، برنده جایزه بهترین انیمیشن بلند سینمایی از ششمین جشنواره بین‌المللی Epic ACG[۳۱]
- ۱۳۹۸، نامزد بهترین انیمیشن سینمایی از جشنواره بین‌المللی فیلم پام اسپرینگز
- ۱۳۹۹، برنده بهترین دستاورد فنی و هنری بیستمین دوره جشن حافظ به کارگردان انیمیشن سینمایی آخرین داستان تعلق گرفت. [۳۲]
- ۱۳۹۹، برنده بهترین موسیقی متن بیستمین دوره جشن حافظ به کریستف رضاعی برای موسیقی انیمیشن سینمایی آخرین داستان تعلق گرفت.

## موسیقی
موسیقی پویانمایی سینمایی «آخرین داستان» توسط کریستف رضاعی ساخته شده‌است. بخش ارکسترال موسیقی متن این پویانمایی در استودیو ارکستر سمفونیک مقدونیه با حضور ۹۰ نوازنده زیر نظر کریستف رضاعی ضبط شده‌است. گروه کری متشکل از ۳۰ نفر هم به شکل جدا برای بخش ارکسترال همکاری داشته‌اند. میکس و مسترینگ موسیقی این اثر در اسپانیا توسط مارک بلنز انجام شده‌است. بلنز پیش از این میکس و مسترینگ فیلم‌های هالیوودی مانند هرکول را انجام داده‌است.
شهرام ناظری، هاله سیفی‌زاده، مصطفی محمودی، مجید سالاری و سمن صرامی از خوانندگان تک خوان این انیمیشن هستند. دو تصنیف از شاهنامه با اجرای هاله سیفی‌زاده و شهرام ناظری در موسیقی متن این انیمیشن اجرا شده‌اند.
شرکت سوئدی مووی اسکارمدیا (moviescore media) منتشرکننده نسخه دیجیتالی آلبوم موسیقی انیمیشن «آخرین داستان» در سایت‌های آمازون، آی‌تیونز و اسپاتیفای است. این آلبوم دارای ۲۲ قطعه بی‌کلام و با کلام است.
موسیقی «آخرین داستان» در بیستمین جشنواره بین‌المللی فیلم فانتزی بوچئون کره مورد توجه قرار گرفت و موفق به کسب جایزه کوکومیکس موسیقی شد. این جایزه به کارگردان اثر به خاطر استفاده درست از موسیقی در فیلم تعلق می‌گیرد.
رضا یزدانی خواننده و آهنگساز یک نماهنگ به نام «داستان آخر» برای این پویانمایی تهیه کرده که به‌طور رسمی ۱۵ آذر ماه ۱۳۹۸ در رسانه‌های معتبر منتشر شده‌است.
کینگ رام نیز قطعه‌ای را با نام جمشید براساس رمان گرافیکی «جمشید؛ طلوع» از مجموعه رمان‌های گرافیکی آخرین داستان و به بهانه انتشار این رمان گرافیکی منتشر کرد.
همچنین «رض» از خوانندگان فعال در سبک رپ فارسی نماهنگی را با نام «فره ایزدی» برای بازی موبایل آخرین داستان در اسفند ماه سال ۱۳۹۸ منتشر کرد.

## رمان‌های گرافیکی

### جمشید
رمان‌های گرافیکی «جمشید» به عنوان پیش‌درآمدی برای انیمیشن سینمایی «آخرین داستان» در استودیو هورخش تولید شدند. این مجموعه چهار جلدی با برداشتی آزاد از شاهنامه فردوسی، قصه دوران پادشاهی جمشید را به تصویر می‌کشند. رمان دو جلدی «جمشید طلوع» به روایت شروع پادشاهی جمشید و دو جلد دیگر با عنوان «جمشید غروب» به پایان دوران پادشاهی جمشید می‌پردازند.
نشر انگلیسی «مارکوزیا»(Markosia) مجموعه چهار جلدی رمان‌های گرافیکی «جمشید» نوشته اشکان رهگذر را در کشورهای انگلیسی زبان به شکل فیزیکی و مجازی منتشر کرده‌است.

### ارشیا
مجموعه دو جلدی رمان گرافیکی(کمیک) «ارشیا» که برگرفته از شخصیت ارشیا، وزیر دربار جمشید شاه است قصه دوران نوجوانی این شخصیت را روایت می‌کند. شخصیتی که پرویز پرستویی صداپیشگی آن را در انیمیشن «آخرین داستان» برعهده دارد. این شخصیت در شاهنامه وجود ندارد و کاملاً پرداخته ذهن نویسنده است. رمان مصور ارشیا در دو جلد منتشر شده‌است.

#### دوزخ ضحاک
رمان گرافیکی(کمیک) «دوزخ ضحاک» برگرفته از داستان ضحاک به ماجرای پس از پیروزی آفریدون و دستگیری ضحاک می‌پردازد و نگاهی به پایان ماجرای این شخصیت دارد. کمیک دوزخ ضحاک در یک جلد منتشر شده است. 

## بازی موبایلی

### فره ایزدی
بازی موبایلی «فره ایزدی» به کارگردانی بابک ارجمند و تولید شده در استودیو هورخش است. این بازی به تهیه‌کنندگی مشترک احسان و آرمان رهگذر که در سبک «2D Side Scroller» ساخته شده از محصولات جانبی انیمیشن سینمایی «آخرین داستان» است. بازی «فره ایزدی» در سه بخش اکشن، هنری و موسیقی از نامزدهای اصلی هشتمین جشنواره بازی‌های ویدیویی ایران بود. بازی «فره ایزدی» قابل‌نصب بر گوشی و تبلت‌هایی است که دارای سیستم‌عامل اندروید هستند.